# 阿庫雷
阿庫雷是尼日利亞西南部的城市，也是翁多州的首府和最大城市，人口約387,087，居民主要是約魯巴人，是鄰近農業地區種植的可可豆、木薯、玉米和煙草貿易中心，市內有兩間電視台、三間電台、國營醫院和大學。
7°15′00″N 5°11′42″E / 7.25°N 5.195°E